# Lucio Aurelio Gallo
Lucio Aurelio Gallo (latino: Lucius Aurelius Gallus; fl. 193-202) è stato un politico e militare romano durante il regno dell'imperatore Settimio Severo.
Combatté con Settimio Severo nel 193, al comando di una delle legioni della Pannonia superiore; nel 198 fu console posterior assieme a Publio Marzio Sergio Saturnino e nel 202 divenne governatore della Mesia inferiore.